# Born Loser
Born Loser to pierwszy oficjalny singel amerykańskiego rapera DMX-a (wcześniej był np. "Up To No Good"). Wydany 10 sierpnia 1993 przez wytwórnię Columbia Records. Podkład został wyprodukowany przez Chada 'Dr. Ceussa' Elliotta. Jednak DMX jeszcze nie miał tego stylu, który ma dzisiaj i nie pokazał światu swoich możliwości. Na płycie znajduje się również remiks, będący ponownym nagraniem tej piosenki.
- Born Loser znalazł się na wielu unikatowych albumach DMX-a, np. "Rap Sheet", czy "The 24th Letter".
- Są pogłoski, że "Born Loser" zostanie nagrany na nowo.

## Lista utworów

### Pierwsze wydanie
1. "Born Loser" (Original)
2. "Born Loser" (Radio Edit)
3. "Born Loser" (Instrumental)
4. "Born Loser" (Remix)

### Drugie wydanie
1. "Born Loser" (Radio Edit) – 4:04
2. "Born Loser" (Instrumental) – 4:43
3. "Born Loser" (Dr. Ceuss Mix) – 4:18

Plakat promujący singel